# 松山自動車道
松山自動車道（まつやまじどうしゃどう、英語: MATSUYAMA EXPWY）は、愛媛県四国中央市の川之江ジャンクション (JCT) から、同県宇和島市の津島岩松インターチェンジ (IC) に至る高速道路（高速自動車国道）である。略称は松山道（まつやまどう）。
国土開発幹線自動車道の路線名は、川之江JCT - 大洲IC間は四国縦貫自動車道でその一部にあたり、大洲IC - 津島岩松IC間は四国横断自動車道でその一部にあたる。
高速道路ナンバリングによる路線番号は、川之江JCT - 松山IC間が徳島自動車道（鳴門JCT - 徳島JCT間と高松自動車道とともに「E11」、松山IC - 津島岩松IC間ほか2路線と高知自動車道（高知IC - 黒潮大方IC間）とともに「E56」と各区間割り振られている。
なお、大洲IC - 大洲北只IC間は、高速自動車国道に並行する一般国道自動車専用道路の大洲道路、宇和島北IC - 津島岩松ICは同じく高速自動車国道に並行する一般国道自動車専用道路の宇和島道路である。

## 概要
開通当初、暫定2車線であったいよ西条IC - 松山IC間が、2004年（平成16年）3月6日に4車線供用した。これに伴い、松山市が高松市のほか、本州および九州にある多くの都道府県庁所在地と4車線以上のネットワークが形成された。また、大洲南IC - 西予宇和IC間が、同年4月17日に、西予宇和IC - 宇和島北IC間が2012年（平成24年）3月10日にそれぞれ供用した。
2020年6月までに、大洲道路・宇和島道路区間が案内上松山自動車道として扱われるように改められた。

## 道路の位置関係
四国横断自動車道
徳島南部自動車道 - 徳島自動車道 - 高松自動車道 - 高知自動車道 - ※須崎道路 - 高知自動車道 - ※窪川佐賀道路 - ※佐賀大方道路 - ※大方四万十道路 - ※中村宿毛道路 - ※宿毛内海道路 - ※津島道路 - ※宇和島道路 - 松山自動車道 - ※大洲道路
※は高速自動車国道に並行する一般国道自動車専用道路。

## インターチェンジなど
- 全区間愛媛県内に所在。
- IC番号欄の背景色が■である区間は既開通区間に該当する。
施設欄の背景色が■である区間は未開通区間または未供用施設に該当する。
- スマートインターチェンジ (SIC)等のETC専用ICは背景色■で示す。
- 路線名の特記がないものは市道。
- バスストップ (BS) のうち、○/●は運用中、◆は休止中の施設。無印はBSなし。
- 英略字は以下の項目を示す。
IC：インターチェンジ、SIC：スマートインターチェンジ、JCT：ジャンクション、SA：サービスエリア、PA：パーキングエリア、TB：本線料金所、BS：バスストップ

| IC 番号          | 施設名         | 接続路線名                                             | 高松西IC から (km) | BS | 備考                                                                | 所在地        |
| ---------------- | -------------- | ------------------------------------------------------ | ------------------ | -- | ------------------------------------------------------------------- | ------------- |
| E11 高松自動車道 |                |                                                        |                    |    |                                                                     |               |
| 6                | 川之江JCT      | E11 高松自動車道 E32 高知自動車道                      | 56.8               | -  | 高知道川之江東JCTで徳島道と接続                                     | 四国中央市    |
| -                | 上分PA         | -                                                      | 59.0               |    |                                                                     | 四国中央市    |
| 7                | 三島川之江IC   | 国道11号（川之江三島バイパス） 県道333号三島川之江港線 | 60.0               | ○  |                                                                     | 四国中央市    |
| 8                | 土居IC         | 国道11号 県道13号壬生川新居浜野田線                    | 71.0               |    |                                                                     | 四国中央市    |
| -                | 入野PA         | -                                                      | 74.9               |    |                                                                     | 四国中央市    |
| 9                | 新居浜IC       | 県道47号新居浜別子山線                                 | 84.3               |    |                                                                     | 新居浜市      |
| 10               | いよ西条IC     | 国道11号                                               | 93.1               |    |                                                                     | 西条市        |
| -                | 石鎚山SA       | -                                                      | 106.8              | ◆  | ハイウェイオアシス （道の駅小松オアシス）併設                       | 西条市        |
| 11               | いよ小松JCT    | E76 今治小松自動車道                                   | 108.6              | -  |                                                                     | 西条市        |
| 11               | いよ小松IC     | 国道11号                                               | 108.6              |    |                                                                     | 西条市        |
| -                | 桜三里PA       | -                                                      | 126.0              |    |                                                                     | 東温市        |
| 12               | 川内IC         | 国道11号                                               | 130.0              | ○  |                                                                     | 東温市        |
| 12-1             | 東温SIC        | 県道209号美川松山線（市道経由）                        | 133.4              |    |                                                                     | 東温市        |
| 13               | 松山IC         | 松山外環状道路 国道33号 県道190号久米垣生線            | 141.9              |    | 松山外環状道路 松山JCT併設                                          | 松山市        |
| -                | 伊予灘SA       | -                                                      | 145.5 145.8        |    | 下り線 上り線                                                       | 伊予市        |
| 14               | 伊予IC         | 国道56号                                               | 151.9              |    |                                                                     | 伊予市        |
| 14-1             | 中山SIC        | 市道日尾野引坂線 国道56号（市道経由）                  | 159.7              |    | 松山IC方面出入口                                                    | 伊予市        |
| -                | 内子PA         | -                                                      | 172.7 172.9        |    | 上り線 下り線                                                       | 喜多郡 内子町 |
| 15               | 内子五十崎IC   | 国道56号                                               | 175.9              |    |                                                                     | 喜多郡 内子町 |
| -                | 大洲TB         | -                                                      | 182.3              | -  |                                                                     | 大洲市        |
| 16               | 大洲IC         | 国道56号（現道）                                       | 183.2              |    | 松山IC方面出入口                                                    | 大洲市        |
| 17               | 大洲北IC       | 国道56号（現道）                                       | 184.9              |    | 津島岩松IC方面出入口                                                | 大洲市        |
| 18               | 大洲冨士IC     | 国道197号                                              | 186.4              |    |                                                                     | 大洲市        |
| 19               | 大洲肱南IC     | 県道44号大洲野村線                                     | 188.7              |    |                                                                     | 大洲市        |
| 20               | 大洲南IC       | 国道56号（現道）                                       | 189.4              |    | 松山IC方面出入口                                                    | 大洲市        |
| 21               | 大洲北只IC     | 大洲・八幡浜自動車道 国道197号                         | 190.8              |    | 津島岩松IC方面出入口                                                | 大洲市        |
| -                | 大洲松尾TB     | -                                                      | 193.1              | -  |                                                                     | 大洲市        |
| -                | 宇和PA         | -                                                      |                    |    | 計画中                                                              | 西予市        |
| 22               | 西予宇和IC     | 県道29号宇和野村線 県道45号宇和明浜線                  | 206.0              |    | 道の駅どんぶり館近接                                                | 西予市        |
| –                | 緊急進入路     |                                                        |                    |    |                                                                     | 西予市        |
| 23               | 三間IC         | 県道31号宇和三間線 県道283号広見吉田線                 | 216.9              |    | 道の駅みま近接                                                      | 宇和島市      |
| 24               | 宇和島北IC     | 国道56号（現道）                                       | 222.3              |    | 津島岩松IC方面出入口                                                | 宇和島市      |
| 25               | 宇和島朝日IC   | 県道274号吉田宇和島線                                  | 224.1              |    | 宇和島北IC方面出入口 道の駅 みなとオアシスうわじま きさいや広場近接 | 宇和島市      |
| 26               | 宇和島坂下津IC | 県道269号無月宇和島線                                  | 225.7              |    | 津島岩松IC方面出入口 道の駅 みなとオアシスうわじま きさいや広場近接 | 宇和島市      |
| 27               | 宇和島別当IC   |                                                        | 226.4              |    | 宇和島北IC方面出入口                                                | 宇和島市      |
| 28               | 宇和島南IC     | 国道56号（現道）                                       | 228.2              |    |                                                                     | 宇和島市      |
| 29               | 津島高田IC     | 県道4号宿毛津島線                                      | 236.1              |    | 道の駅津島やすらぎの里近接                                          | 宇和島市      |
| 30               | 津島岩松IC     | 国道56号（現道）                                       | 239.7              |    | 宇和島北IC方面出入口                                                | 宇和島市      |
| E56 津島道路     |                |                                                        |                    |    |                                                                     |               |

- IC番号とキロポストは、高松自動車道の高松西ICから連続している。

## 歴史
- 1985年（昭和60年）3月27日 : 三島川之江IC - 土居IC間が四国初の高速道路として開通[12][13]。
- 1987年（昭和62年）12月16日 : 高松自動車道の善通寺IC - 三島川之江IC間が開通し、高松自動車道と接続[13][14]。
- 1991年（平成3年）
  - 3月19日 : 一般国道56号 大洲道路の大洲冨士IC - 大洲南IC間が開通[15][16]。
  - 3月28日 : 土居IC - いよ西条IC間が開通[13]。
- 1992年（平成4年）1月30日 : 川之江JCTの供用により高知自動車道と接続[13]。
- 1993年（平成5年）
  - 3月25日 : 一般国道56号 大洲道路の大洲北IC - 大洲冨士IC間が開通[16]。
  - 3月26日 : 一般国道56号 宇和島道路の宇和島北IC - 宇和島朝日IC間が開通。
- 1994年（平成6年）11月16日 : いよ西条IC - 川内IC間が開通[13]。
- 1997年（平成9年）2月26日 : 川内IC - 伊予IC間が開通[13]。
- 1998年（平成10年）3月20日 : 一般国道56号 宇和島道路の宇和島坂下津IC - 宇和島南IC間が開通。
- 1999年（平成11年）7月31日 : いよ小松ICをJCT化し、今治小松自動車道と接続[13]。
- 2000年（平成12年）7月28日 : 伊予IC - 大洲IC間が開通し[13]、松山自動車道と松山自動車道を含む四国縦貫自動車道が全線開通[17]。
- 2002年（平成14年）3月29日 : 一般国道56号 大洲道路の大洲IC - 大洲北IC間が開通[16]。
- 2003年（平成15年）
  - 3月27日 : いよ西条IC - いよ小松JCT/IC間が4車線化[13]。
  - 10月10日 : いよ小松JCT/IC - 川内IC間が4車線化[13]。
- 2004年（平成16年）
  - 3月6日 : 川内IC - 松山IC間が4車線化[13]。
  - 3月27日 : 内子PAが供用開始。
  - 4月17日 : 大洲北只IC - 西予宇和IC間が開通し[13]、同時に一般国道56号 大洲道路の大洲南IC - 大洲北只IC間が開通[16]。
- 2005年（平成17年）7月9日 : 一般国道56号 宇和島道路の宇和島朝日IC - 宇和島坂下津IC間が開通。
- 2006年（平成18年）3月27日 : 一般国道56号 大洲道路の大洲北IC - 大洲南IC間が4車線化[16]。
- 2010年（平成22年）3月27日 : 一般国道56号 宇和島道路の宇和島南IC - 津島高田IC間が開通。
- 2012年（平成24年）3月10日 : 西予宇和IC - 宇和島北IC間が開通[13][18]。
- 2014年（平成26年）3月26日 : 松山外環状道路の井門IC - 古川IC間が開通し、松山外環状道路の松山JCTの供用により松山ICと接続[19]。
- 2015年（平成27年）3月21日 : 一般国道56号 宇和島道路の津島高田IC - 津島岩松IC間が開通[20]。
- 2016年（平成28年）11月 : 一般国道56号 大洲道路の大洲北IC - 大洲南IC間の案内標識をIC番号入りに変更[21]。
- 2018年（平成30年）11月30日：大洲冨士IC → 大洲北IC間（上り線）の車線運用変更により、冨士山トンネル以北区間を2車線化[22][23]。
- 2019年（平成31年/令和元年）
  - 3月29日 : 内子五十崎IC - 大洲IC間の一部において、国土交通省より4車線化工事の事業許可を受ける[24]。
  - 9月4日：国土交通省が松山道の暫定2車線区間のうち、松山IC - 西予宇和IC間を10 - 15年後を目処に4車線化する優先整備区間に選定する方針を発表[25][26][27]。
- 2020年（令和2年）
  - 3月10日 : 国土交通省が松山道の4車線化優先整備区間のうち、2020年度に新たに4車線化事業に着手する候補箇所として伊予IC - 内子五十崎IC間の一部を選定[28][29][30]。
  - 3月21日 : 中山スマートICが供用開始[31]。
  - 3月31日：伊予IC - 内子五十崎IC間の一部において、国土交通省より4車線化工事の事業許可を受ける[32]。
  - 6月30日：この日までに大洲道路・宇和島道路の案内上の名称が松山自動車道に変更された[33]。
- 2024年（令和6年）
  - 3月1日：国土交通省が4車線化優先整備区間のうち、2024年度に新たに4車線化事業に着手する候補箇所として伊予IC - 内子五十崎IC間（延長5.3 km）を選定[34]。
  - 3月23日 : 東温スマートICが供用開始[35]。
  - 3月27日：伊予IC - 内子五十崎IC間（延長5.3 km）において、国土交通省より4車線化工事の事業許可を受ける[36]。

## 路線状況

### 車線・最高速度・料金
| 区間                               | 車線 上下線=上り線+下り線 | 最高速度 | 料金 | 備考 |
| ---------------------------------- | ------------------------- | -------- | ---- | ---- |
| 川之江JCT - いよ西条IC             | 4=2+2                     | 100 km/h | 有料 |      |
| いよ西条IC - 川内IC                | 4=2+2                     | 80 km/h  | 有料 |      |
| 川内IC - 松山IC                    | 4=2+2                     | 100 km/h | 有料 |      |
| 松山IC - 大洲IC                    | 2=1+1 （暫定2車線）       | 70 km/h  | 有料 | ※    |
| 大洲IC - 大洲北IC （大洲道路）     | 2=1+1 （暫定2車線）       | 60 km/h  | 無料 |      |
| 大洲北IC - 大洲南IC （大洲道路）   | 4=2+2                     | 80 km/h  | 無料 |      |
| 大洲南IC - 大洲北只IC （大洲道路） | 2=1+1 （暫定2車線）       | 70 km/h  | 無料 |      |
| 大洲北只IC - 西予宇和IC            | 2=1+1 （暫定2車線）       | 70 km/h  | 有料 | ※    |
| 西予宇和IC - 津島高田IC            | 2=1+1 （暫定2車線）       | 70 km/h  | 無料 |      |
| 津島高田IC - 津島岩松IC            | 2=1+1 （完成2車線）       | 70 km/h  | 無料 |      |

- ※ : 松山IC - 大洲IC間および大洲北只IC - 西予宇和IC間は4車線化優先整備区間[25][26][27]。うち、伊予IC - 大洲IC間について内子五十崎IC - 大洲IC間の一部を除き4車線化事業中。

### サービスエリア・パーキングエリア
コンビニエンスストアを含む売店は、入野PAと石鎚山SAおよび伊予灘SAに設置されている。このうち入野PAと石鎚山SAは24時間営業をしている。
また、石鎚山SAのみに設置されているガソリンスタンドとレストランは、24時間営業をしていない。

### 主なトンネルと橋
| 区間                          | 構造物名         | 長さ                  | 長さ    |
| 区間                          | 構造物名         | 上り線                | 下り線  |
| ----------------------------- | ---------------- | --------------------- | ------- |
| 川之江JCT - 上分PA            | 金生川橋         | 362 m                 | 362 m   |
| 三島川之江IC - 土居IC         | 的之尾トンネル   | 205 m                 | 222 m   |
| 三島川之江IC - 土居IC         | 五良野高架橋     | 532 m                 | 550 m   |
| 入野PA - 新居浜IC             | 船木トンネル     | 250 m                 | 250 m   |
| 新居浜IC - いよ西条IC         | 生子山トンネル   | 562 m                 | 543 m   |
| 新居浜IC - いよ西条IC         | 山根トンネル     | 1,349 m               | 1,393 m |
| 新居浜IC - いよ西条IC         | 山田トンネル     |                       | 64 m    |
| 新居浜IC - いよ西条IC         | 川口トンネル     | 330 m                 | 295 m   |
| いよ西条IC - 石鎚山SA         | 早川トンネル     | 292 m                 | 300 m   |
| いよ西条IC - 石鎚山SA         | 飯岡トンネル     | 1,307 m               | 1,322 m |
| いよ西条IC - 石鎚山SA         | 八堂山トンネル   | 1,013 m               | 985 m   |
| いよ西条IC - 石鎚山SA         | 横山トンネル     | 497 m                 | 483 m   |
| いよ西条IC - 石鎚山SA         | 中野トンネル     | 386 m                 | 357 m   |
| いよ西条IC - 石鎚山SA         | 円山トンネル     | 556 m                 | 571 m   |
| いよ西条IC - 石鎚山SA         | 湯之谷トンネル   | 679 m                 | 685 m   |
| いよ西条IC - 石鎚山SA         | 西田トンネル     | 315 m                 | 298 m   |
| いよ西条IC - 石鎚山SA         | 西泉トンネル     | 386 m                 | 375 m   |
| いよ小松JCT/IC - 桜三里PA     | 妙口トンネル     | 628 m                 | 649 m   |
| いよ小松JCT/IC - 桜三里PA     | 大頭トンネル     | 796 m                 | 773 m   |
| いよ小松JCT/IC - 桜三里PA     | 鞍瀬トンネル     | 783 m                 | 776 m   |
| いよ小松JCT/IC - 桜三里PA     | 臼坂トンネル     | 636 m                 | 645 m   |
| いよ小松JCT/IC - 桜三里PA     | 千羽ヶ岳トンネル | 691 m                 | 739 m   |
| いよ小松JCT/IC - 桜三里PA     | 相之谷トンネル   | 338 m                 | 325 m   |
| いよ小松JCT/IC - 桜三里PA     | 川内トンネル     | 1,353 m               | 1,400 m |
| 桜三里PA - 川内IC             | 則之內トンネル   | 348 m                 | 373 m   |
| 川内IC - 松山IC               | 松山高架橋       | 4,733 m               | 4,734 m |
| 松山IC - 伊予灘SA             | 重信高架橋       | 1,901 m               |         |
| 伊予IC - 内子PA               | 伊予高架橋       |                       | 627 m   |
| 伊予IC - 内子PA               | 明神山トンネル   |                       | 2,566 m |
| 伊予IC - 内子PA               | 黒岩岳トンネル   |                       | 2,308 m |
| 伊予IC - 内子PA               | 永木トンネル     | 220 m                 | 207 m   |
| 伊予IC - 内子PA               | 袋口トンネル     | 230 m                 |         |
| 伊予IC - 内子PA               | 川中トンネル     | 803 m                 |         |
| 伊予IC - 内子PA               | 立山トンネル     | 1,705 m               |         |
| 内子五十崎IC - 大洲TB         | 山口トンネル     |                       | 257 m   |
| 内子五十崎IC - 大洲TB         | 新谷高架橋       |                       | 618 m   |
| 大洲TB - 大洲IC               | 大洲高架橋       | 1,161 m               |         |
| 大洲IC - 大洲北IC             | 大洲高架橋       | 1,161 m               |         |
| 東大洲高架橋                  | 871 m            |                       |         |
| 東大洲高架橋                  | 871 m            | 大洲北IC - 大洲冨士IC |         |
| 大洲北IC - 大洲冨士IC         | 冨士山トンネル   | 396 m                 | 393 m   |
| 大洲北只IC - 大洲松尾TB       | 黒木トンネル     | 417 m                 |         |
| 大洲松尾TB - 西予宇和IC       | 鳥坂トンネル     | 3,206 m               |         |
| 大洲松尾TB - 西予宇和IC       | 伊崎トンネル     | 554 m                 |         |
| 西予宇和IC - 三間IC           | 歯長トンネル     | 2,053 m               |         |
| 三間IC - 宇和島北IC           | 中畑トンネル     | 509 m                 |         |
| 三間IC - 宇和島北IC           | 高光トンネル     | 270 m                 |         |
| 三間IC - 宇和島北IC           | 申生田高架橋     | 575 m                 |         |
| 宇和島北IC - 宇和島朝日IC     | 藤江トンネル     | 885 m                 |         |
| 宇和島北IC - 宇和島朝日IC     | 須賀川橋         | 80.6 m                |         |
| 宇和島朝日IC - 宇和島坂下津IC | 弁天高架橋       | 459.5 m               |         |
| 宇和島南IC - 津島高田IC       | 石丸トンネル     |                       | 693 m   |
| 宇和島南IC - 津島高田IC       | 祝森トンネル     |                       | 746 m   |
| 宇和島南IC - 津島高田IC       | 新松尾トンネル   |                       | 2,031 m |
| 津島高田IC - 津島岩松IC       | 近家トンネル     | 1,829 m               | 1,829 m |
| 津島高田IC - 津島岩松IC       | 岩松トンネル     | 500 m                 | 500 m   |
| 津島高田IC - 津島岩松IC       | 芳原橋           | 87 m                  | 87 m    |

#### トンネルの数
| 区間                          | 上り線 | 下り線 |
| ----------------------------- | ------ | ------ |
| 川之江JCT - 上分PA            | 0      | 0      |
| 上分PA - 三島川之江IC         | 0      | 0      |
| 三島川之江IC - 土居IC         | 1      | 1      |
| 土居IC - 入野PA               | 0      | 0      |
| 入野PA - 新居浜IC             | 1      | 1      |
| 新居浜IC - いよ西条IC         | 3      | 4      |
| いよ西条IC - 石鎚山SA         | 9      | 9      |
| 石鎚山SA - いよ小松JCT/IC     | 0      | 0      |
| いよ小松JCT/IC - 桜三里PA     | 7      | 7      |
| 桜三里PA - 川内IC             | 1      | 1      |
| 川内IC - 松山IC               | 0      | 0      |
| 松山IC - 伊予灘SA             | 0      | 0      |
| 伊予灘SA - 伊予IC             | 0      | 0      |
| 伊予IC - 内子PA               | 6      | 6      |
| 内子PA - 内子五十崎IC         | 0      | 0      |
| 内子五十崎IC - 大洲TB         | 1      | 1      |
| 大洲TB- 大洲IC                | 0      | 0      |
| 大洲IC- 大洲北IC              | 0      | 0      |
| 大洲北IC - 大洲冨士IC         | 1      | 1      |
| 大洲冨士IC - 大洲南IC         | 0      | 0      |
| 大洲南IC - 大洲北只IC         | 0      | 0      |
| 大洲北只IC - 大洲松尾TB       | 1      | 1      |
| 大洲松尾TB - 西予宇和IC       | 2      | 2      |
| 西予宇和IC - 三間IC           | 2      | 2      |
| 三間IC - 宇和島北IC           | 3      | 3      |
| 宇和島北IC - 宇和島朝日IC     | 2      | 2      |
| 宇和島朝日IC - 宇和島坂下津IC | 0      | 0      |
| 宇和島坂下津IC - 宇和島別当IC | 1      | 1      |
| 宇和島別当IC - 宇和島南IC     | 2      | 2      |
| 宇和島南IC - 津島高田IC       | 4      | 4      |
| 津島高田IC - 津島岩松IC※      | 2      | 2      |
| 合計                          | 49     | 50     |

- 松山IC - 大洲北IC間と大洲南IC - 津島高田IC間は暫定2車線、津島高田IC - 津島岩松IC間は完成2車線の対面通行であるため、上下線で1本のトンネルとなっている。

### 道路管理者
- 西日本高速道路株式会社 四国支社
  - 香川高速道路事務所 : 川之江JCT - 三島川之江IC
  - 愛媛高速道路事務所 : 三島川之江IC - 大洲IC、大洲北只IC - 西予宇和IC
- 国土交通省 四国地方整備局
  - 大洲河川国道事務所 : 大洲IC - 大洲北只IC、西予宇和IC - 津島岩松IC

#### ハイウェイラジオ
- 入野（入野PA - 新居浜IC）

### 交通量
24時間交通量（台） 道路交通センサス
| 区間                          | 平成17（2005）年度 | 平成22（2010）年度 | 平成27（2015）年度 | 令和3（2021）年度 |
| ----------------------------- | ------------------ | ------------------ | ------------------ | ----------------- |
| 川之江JCT - 三島川之江IC      | 18,785             | 21,119             | 22,078             | 19,021            |
| 三島川之江IC - 土居IC         | 18,914             | 20,837             | 21,611             | 18,794            |
| 土居IC - 新居浜IC             | 18,153             | 20,291             | 20,940             | 18,062            |
| 新居浜IC - いよ西条IC         | 16,908             | 19,075             | 19,778             | 16,882            |
| いよ西条IC - いよ小松JCT/IC   | 17,428             | 19,784             | 20,440             | 18,062            |
| いよ小松JCT/IC - 川内IC       | 17,720             | 20,978             | 21,738             | 19,600            |
| 川内IC - 松山IC               | 13,345             | 16,298             | 16,921             | 15,496            |
| 松山IC - 伊予IC               | 07,590             | 14,039             | 09,331             | 08,913            |
| 伊予IC - 中山SIC              | 09,655             | 18,336             | 11,730             | 10,415            |
| 中山SIC - 内子五十崎IC        | 09,655             | 18,336             | 11,730             | 10,101            |
| 内子五十崎IC - 大洲IC         | 08,269             | 17,650             | 10,188             | 08,807            |
| 大洲IC - 大洲北IC             | 05,659             | 11,326             | 07,907             | 07,891            |
| 大洲北IC - 大洲冨士IC         | 15,057             | 23,487             | 10,802             | 22,065            |
| 大洲冨士IC - 大洲肱南IC       | 15,057             | 10,409             | 22,660             | 22,065            |
| 大洲肱南IC - 大洲南IC         | 15,057             | 21,995             | 20,821             | 20,098            |
| 大洲南IC - 大洲北只IC         | 03,317             | 07,822             | 06,405             | 05,516            |
| 大洲北只IC - 西予宇和IC       | 04,185             | 09,609             | 06,344             | 05,581            |
| 西予宇和IC - 三間IC           | 調査当時未開通     | 調査当時未開通     | 12,304             | 13,424            |
| 三間IC - 宇和島北IC           | 調査当時未開通     | 調査当時未開通     | 12,587             | 14,374            |
| 宇和島北IC - 宇和島朝日IC     | 16,869             | 19,571             | 25,744             | 25,128            |
| 宇和島朝日IC - 宇和島坂下津IC | 16,869             | 19,571             | 11,552             | 11,419            |
| 宇和島坂下津IC - 宇和島別当IC | 08,078             | 09,872             | 18,528             | 23,597            |
| 宇和島別当IC - 宇和島南IC     | 12,960             | 17,590             | 18,528             | 23,597            |
| 宇和島南IC - 津島高田IC       | 調査当時未開通     | 09,721             | 11,550             | 10,735            |
| 津島高田IC - 津島岩松IC       | 調査当時未開通     | 調査当時未開通     | 06,662             | 06,813            |

（出典：「平成22年度道路交通センサス」・「平成27年度全国道路・街路交通情勢調査」・「令和3年度全国道路・街路交通情勢調査」（国土交通省ホームページ）より一部データを抜粋して作成）
- 平成22年度の調査期間中において松山IC - 大洲ICと大洲北只IC - 西予宇和ICでは、高速道路無料化社会実験が行われていた。

- 令和2年度に実施予定だった交通量調査は、新型コロナウイルスの影響で延期された[43]。

## 地理

### 通過する自治体
- 愛媛県
  - 四国中央市 - 新居浜市 - 西条市 - 東温市 - 松山市 - 伊予郡砥部町 - 伊予市 - 喜多郡内子町 - 大洲市 - 西予市 - 宇和島市

### 接続する高速道路
- E11 高松自動車道（川之江JCTで直結）
- E32 / E56 高知自動車道（川之江JCTで接続）
- E76 今治小松自動車道（いよ小松JCT/ICで接続）